# Příběh kmotra
Příběh kmotra je film Petra Nikolaeva z roku 2013, který pojednává o Františku Mrázkovi, i když postavy ve filmu mají jiná jména.
Film byl s 295 683 diváky druhým nejnavštěvovanějším českým filmem roku 2013 v kinech v Česku. V celkové návštěvnosti je na čtvrtém místě.

## Výroba
Natáčení začalo v pátek 25. listopadu 2011 ve Voděradských bučinách scénou vraždy. Plánováno bylo téměř 40 natáčecích dní. Skončilo v červnu 2013.
Hlavní roli měl původně hrát Marko Igonda, bylo s ním natočeno i několik scén, nakonec byl ale přeobsazen Ondřejem Vetchým.
Ještě před koncem natáčení, v červnu 2013, poslal advokát Ivana Langera tvůrcům filmu dopis, aby se zdrželi jakéhokoliv užívání Langerova „jména a příjmení či identity“. Podle producenta ve filmu však Langer vůbec nevystupuje, kauza podnikatele Sekyry tam údajně (oproti předloze) úplně chybí.
Snímek měl být podle záměru natočen ve stylu francouzských crime noir filmů. Pojednává o duelu kmotra Vedrala (předlohou pro něj byl Mrázek) a policisty Cajthamla.

## Obsazení
| Ondřej Vetchý    | František Vedral (František Mrázek) |
| Lukáš Vaculík    | Čestmír Cajthaml                    |
| Jan Vondráček    | Standa Tipl (Tomáš Pitr)            |
| Zuzana Čapková   | Blanka Vedralová                    |
| Éva Vica Kerekes | Zuzana                              |
| Kristýna Frejová | Božena Zoubková                     |
| Kryštof Hádek    | Rotný Bohoušek                      |
| Jiří Dvořák      | Josef Strnad                        |
| Filip Kaňkovský  | Zdeněk Zahrádka                     |
| Jiří Černý       | Kečup                               |
| Andrej Hryc      | Farkaš (Antonín Běla)               |

## Zajímavosti
Dne 10. 10. 2013 rodina Františka Mrázka podala žalobu na ještě nepromítající se film.

## Postavy

### František Vedral
Titulní protagonista filmu. Jedná se ze začátku o obyčejného kluka ze sousedství, ale díky své inteligenci je schopen ovládnout vysoké politiky a také významné podnikatele. Je inspirován Františkem Mrázkem.

### Čestmír Cajthaml
Je hlavním protihráčem Vedrala. Je to spravedlnosti oddaný policejní vyšetřovatel. Jeho postava má být holdem policistům, kteří neztratili víru ve vítězství spravedlnosti.

### Standa Tipl
Vedralův kamarád a také jeho partner ve zločinu. Je inspirován Tomášem Pitrem.

### Josef Strnad
Další Vedralův kamarád. Pracuje u bezpečnostních složek, čehož využívá, aby pomáhal Vedralovi.

### Rotný Bohoušek
Cajthamlův spolupracovník. Podporuje Cajthamla i v momentech, kdy chce vzdát vyšetřování.

### Blanka Vedralová
Vedralova manželka.

### Zuzana
Novinářka, která měla s Vedralem poměr. Později pomáhá Cajthamlovi.

## Ocenění
- World Cinema Best director na Phoenix Film Festivalu pro Petra Nikolaeva, duben 2014[12]

## Domácí kino
Film vyšel na DVD a Blu-ray začátkem května 2014. Do 7. července je k dostání pouze v prodejnách Tesco, teprve potom půjde do normální distribuce.

## Recenze
- František Fuka, FFFilm 21. října 2013